# Kościół św. Łukasza Ewangelisty w Warszawie
Kościół św. Łukasza Ewangelisty – kościół parafialny rzymskokatolickiej parafii pod tym samym wezwaniem, zlokalizowany na Górcach, w dzielnicy Bemowo, w Warszawie, w dekanacie jelonkowskim archidiecezji warszawskiej, przy ul. Górczewskiej 176.

## Historia
18 października 1990 poświęcono tu kaplicę, a 1 stycznia 1993 erygowano parafię pw. św. Łukasza Ewangelisty w drewnianym kościele, wzniesionym przez górali w 1991, na bazie przeniesionego obiektu z Jedlińska koło Radomia. Był to jeden z nielicznych drewnianych kościołów w Warszawie. Nie był zabytkowy, miał około 40 lat. 
24 września 2004 roku rano kościół spłonął. Z pożaru uratowały się jeden kielich, niewielki krzyżyk i relikwiarz z cząstką relikwii św. ojca Pio, które to dzień wcześniej sprowadzono z Włoch.
Siedzibą kościoła i parafii stały się nowo budowane budynki. Po poprzednim kościele pozostała jedynie drewniana dzwonnica od strony ul. Górczewskiej. Rozpoczęto budowę murowanego kościoła obok istniejących budynków parafii, jednak nadal msze odbywały się na zadaszonym dziedzińcu domu parafialnego pełniącym od 2004 roku funkcję tymczasowej kaplicy.
W roku 2009 doszło do protestów mieszkańców bloku mieszkalnego sąsiadującego z kościołem uskarżających się na hałas pochodzący od kościelnego dzwonu i nagłośnienia.